# Brunskål
Brunskål (Peziza badia) är en svampart som beskrevs av Pers. 1800. Brunskål ingår i släktet Peziza och familjen Pezizaceae.  Arten är reproducerande i Sverige. Inga underarter finns listade i Catalogue of Life.

## Källor

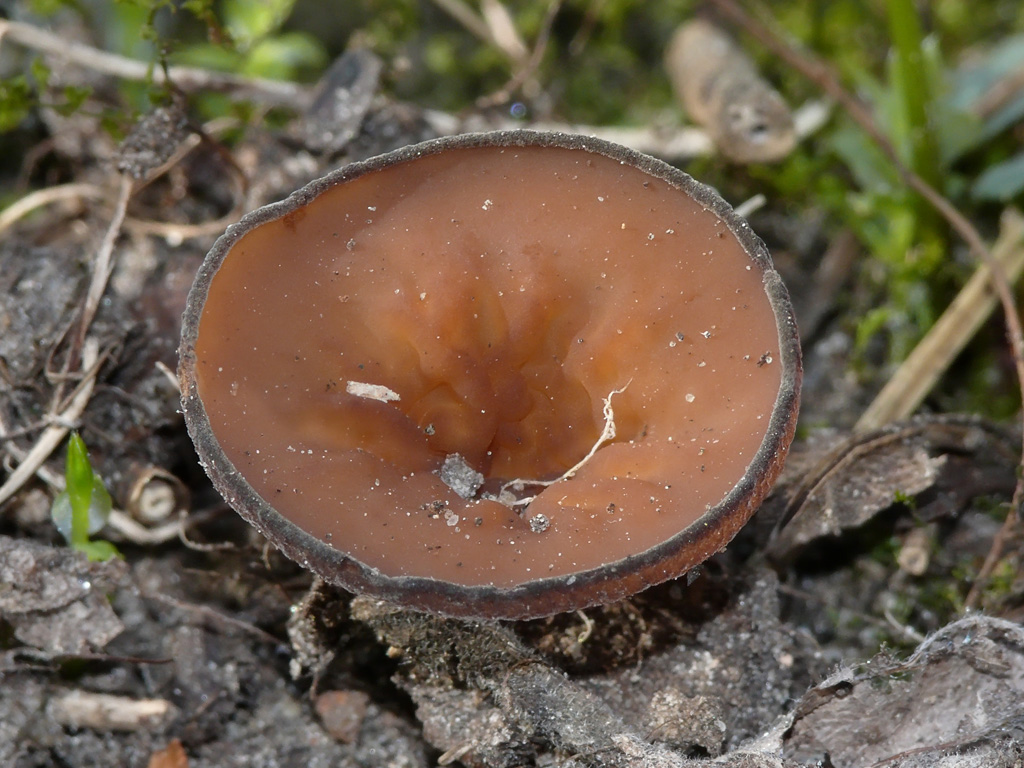
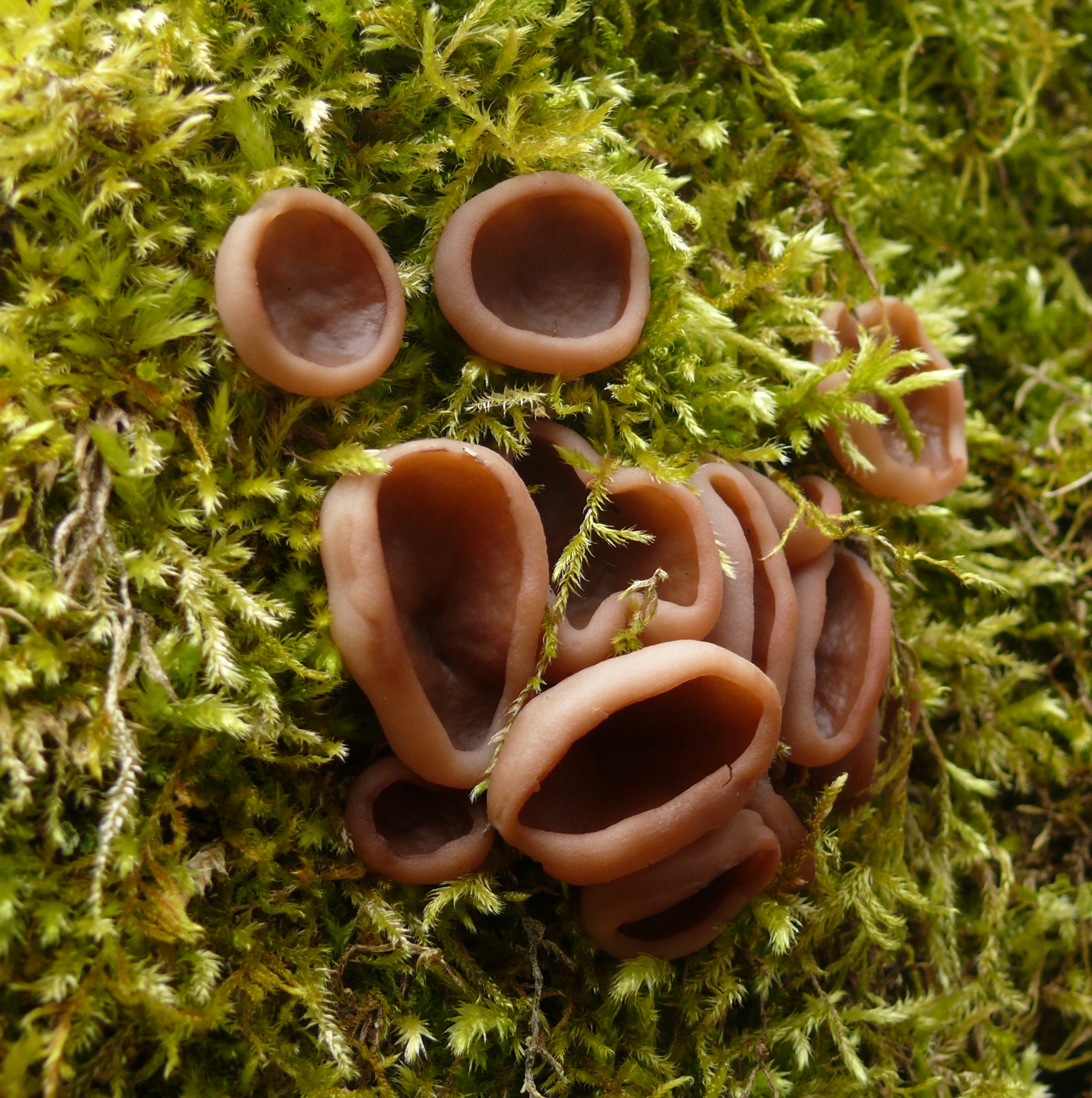
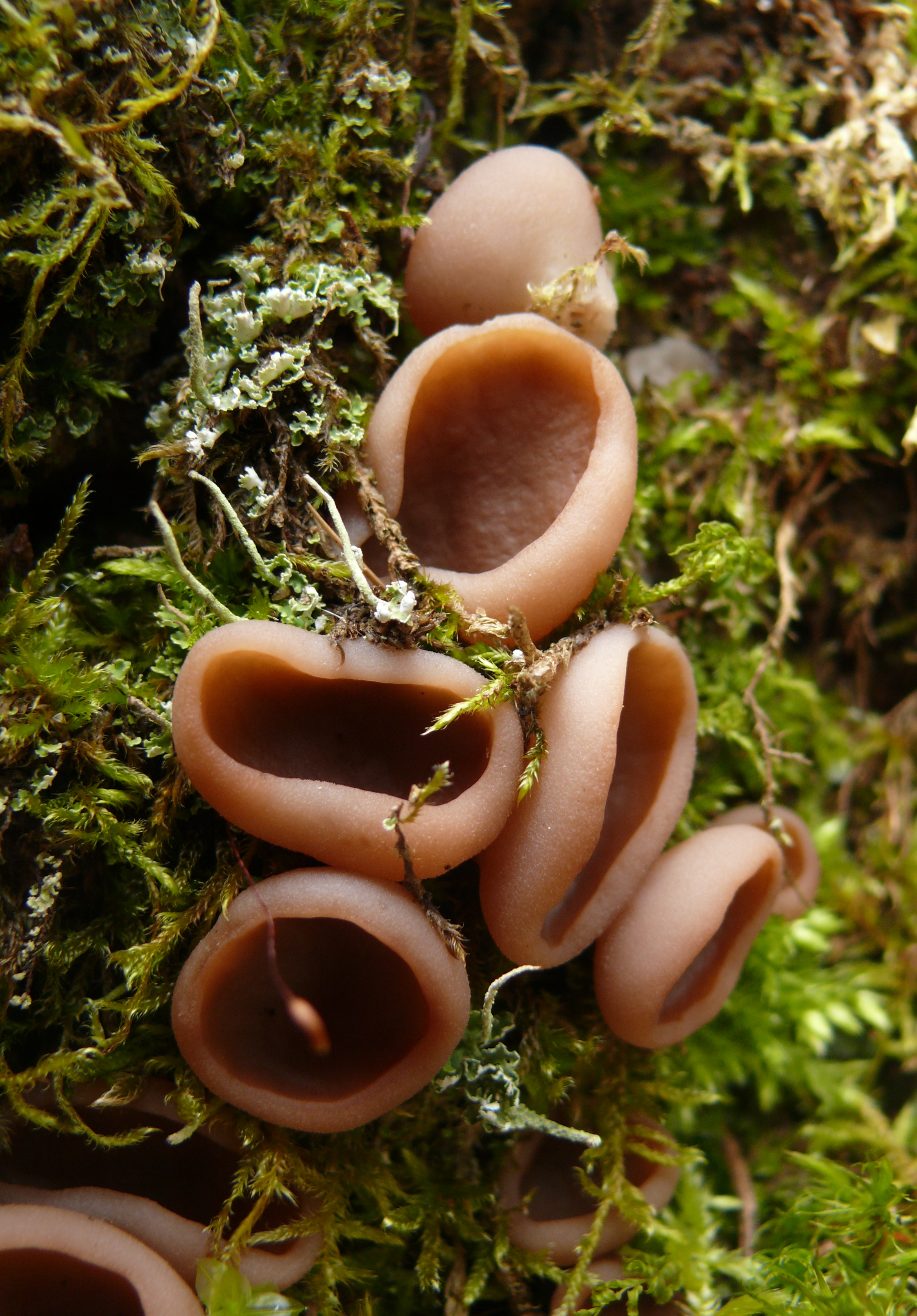
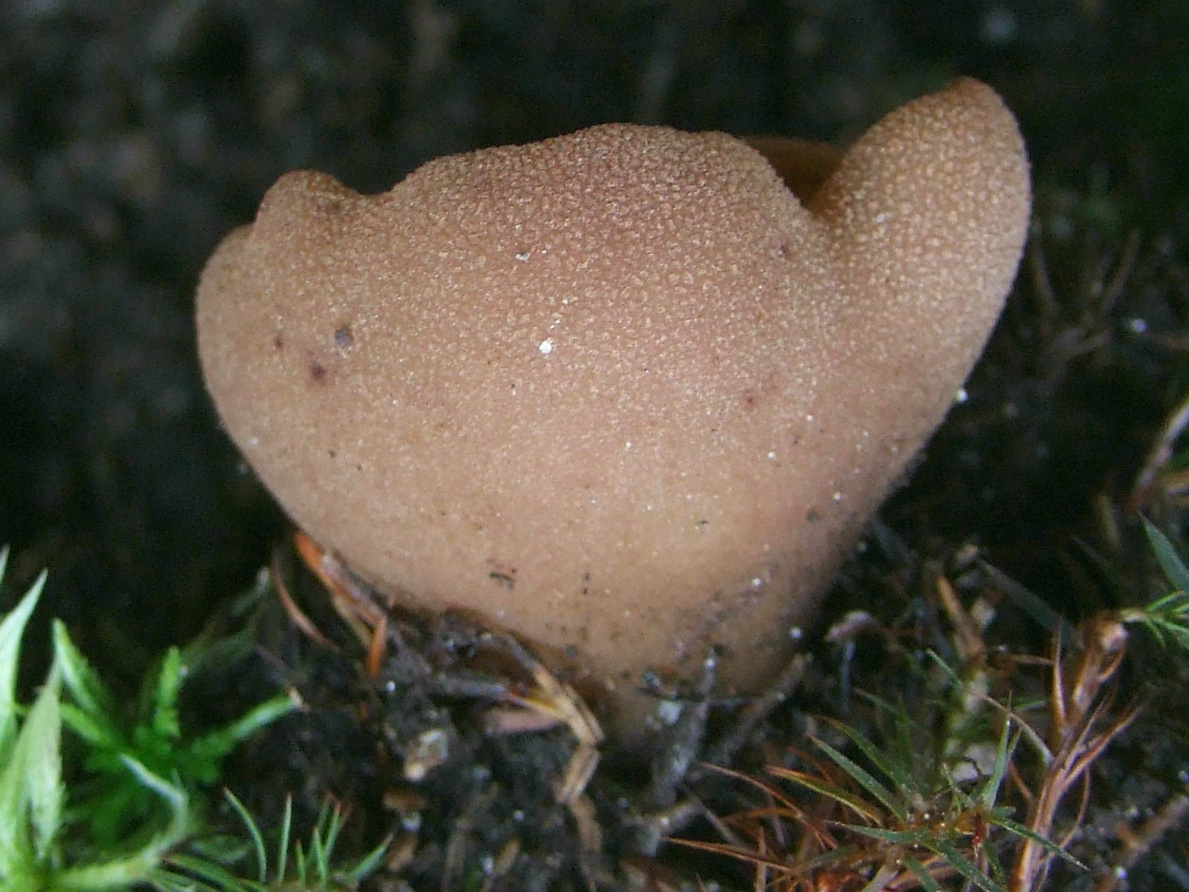
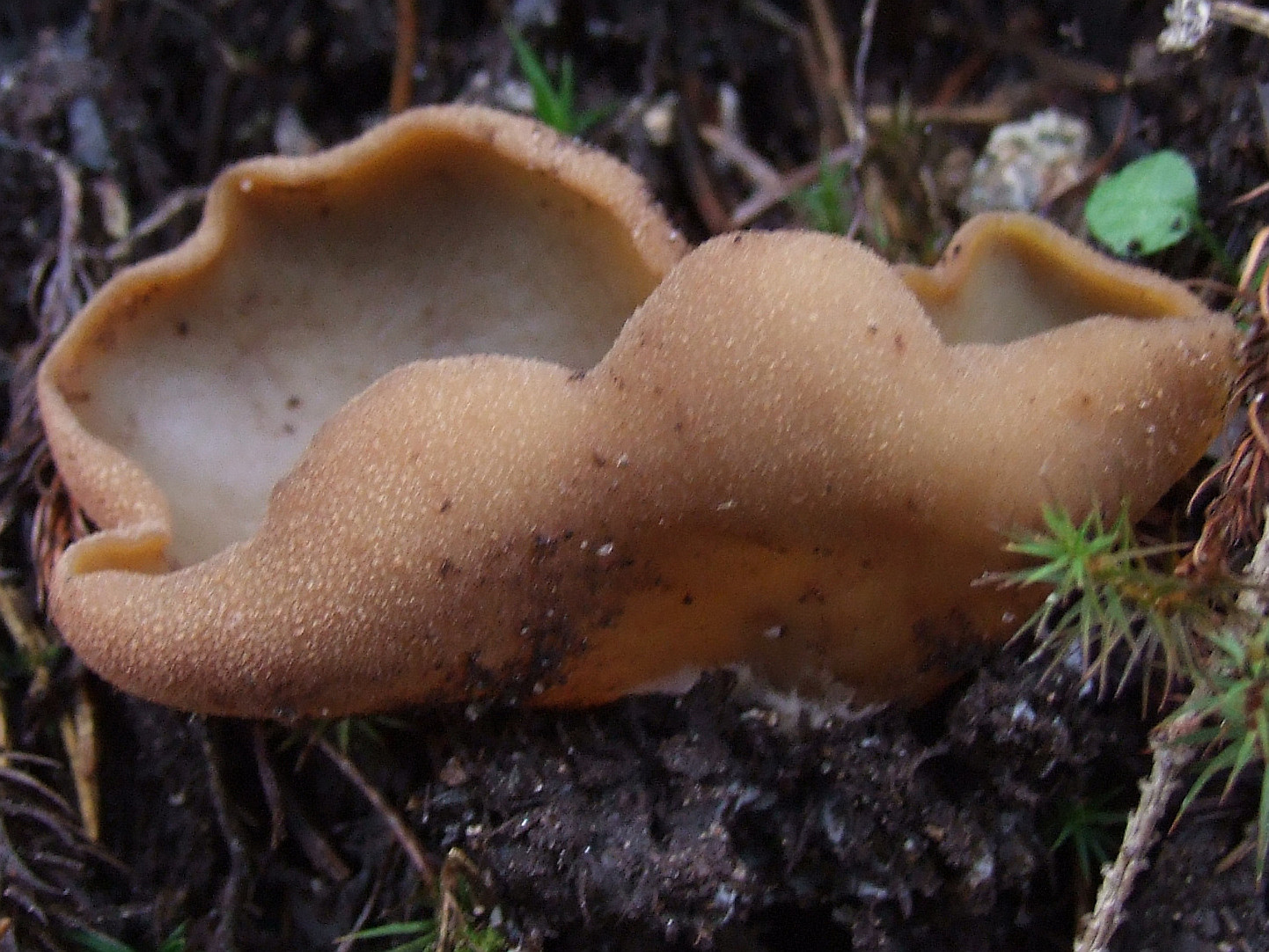
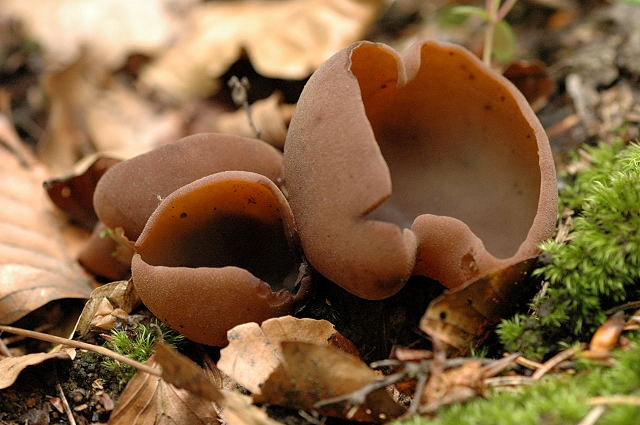